# L'Escamoteur (bande dessinée)
L'Escamoteur est une bande dessinée scénarisée par Philippe Collin et illustrée par Sébastien Goethals, sortie en 2024.

## Synopsis
L'Escamoteur met en scène un galeriste d’origine libanaise proche des mouvements d’extrême gauche, Gabriel Chahine, qui se présente comme un ancien combattant aux côtés des Palestiniens. Il rencontre à Toulouse Jean-Marc Rouillan, futur cofondateur d’Action Directe. Entre les deux hommes, le courant passe très vite. Parce que le mouvement a besoin d’argent, Gabriel va proposer à Rouillan un plan pour en gagner rapidement : voler L'Escamoteur, un tableau de Jérôme Bosch, alors exposé au musée municipal de Saint-Germain-en-Laye, un chef d’œuvre du peintre néerlandais du XVe siècle qu’ils pourraient revendre facilement.

## Personnages
- Gabriel Chahine : artiste Libanais d’origine qui a combattu plus tôt avec les Palestiniens en tant que fedayin et vivant à Toulouse où il rencontre Jean-Marc Rouillan. C'est un garçon beau, élégant, charismatique mais aux multiples facettes, il est trouble, intrigant et insaisissable. Il admire le Général De Gaulle et la République française. Il va devenir l'informateur de la brigade opérationnelle centrale et du commissaire Pochon. Il va imaginer notamment le vol du tableau «L'escamoteur».
- Jean-Marc Rouillan : terroriste français d'extrême gauche, il fait l'objet de recherches de la section contre-terroriste des Renseignements généraux avec sa compagne Nathalie Ménigon.
- Jean-Pierre Pochon : commissaire principal à la section anti-terroriste de la Direction centrale des Renseignements généraux à Paris. Il est à l’origine de l’arrestation des chefs d’Action Directe en 1980.

## Auteurs
Philippe Collin est titulaire d'une maîtrise d'histoire contemporaine consacrée à l'épuration des collaborateurs à la Libération. Producteur de radio, auteur et journaliste, il a animé entre 2015 et 2021 sur France Inter une émission hebdomadaire dite « d’esprit et de sport » intitulée L’Œil du tigre. Il signe le scénario de cette bande dessinée, assisté de Sébastien Goethals qui officie également en tant qu’illustrateur.
Dessinateur et auteur de bande dessinée, Sébastien Goethals est connu pour son travail d’adaptation de polar et de récits de genre, notamment Le Temps des sauvages, d’après le roman de Thomas Gunzig, Manuel de survie à l'usage des incapables.
Ils publient leur troisième livre après Le Voyage de Marcel Grob (2018) qui marquait l’entrée du duo avec un très bel accueil de la critique et en librairie et La Patrie des frères Werner (2020) dans la même collection.

## Analyse
En se mettant en scène dans la bande dessinée, les auteurs interrogent témoins et acteurs, et nous plongent dans le terrorisme d'extrême-gauche des années 1970. Ils s'appuient sur ce qu'a vécu Sébastien Goethals qui a grandi dans un milieu marginal, en Avignon. Ses parents étaient anti-militaristes, anti-nucléaires, anarchistes et libertaires. Cette dimension plus personnelle est expliquée dès le début du livre : lorsqu'il avait 14 ans, une amie des parents de Goethals a été envoyée en prison pour avoir hébergé des membres d'Action directe. Cet épisode a été pour lui une prise de conscience.
L'album raconte l'évolution en France de l'extrême gauche, dans ses mouvements et même dans ses tensions internes. Cette période est un moment de bascule dans une période critique où François Mitterrand s’apprête à accéder au pouvoir. Le but des auteurs est de brosser une époque, avec ses tensions, ses angoisses et de raconter une histoire politique de la France.
Le quotidien Le Figaro explique que pour bâtir leur récit, les deux auteurs ont pris le temps de se documenter puis d’interroger des protagonistes de cette affaire. Une démarche mise en scène dans l'album, à l'aide de flash-back. Les auteurs précisent qu'ils ont dû faire attention à « garder la bonne distance, de façon à ne pas présenter ces militants comme des héros, ni en faire des caricatures ».

## Accueil critique
Le journal suisse, Le Matin, décrit un livre passionnant au « suspense haletant » et souligne un « très beau boulot de reconstitution de la part des auteurs. »
Le quotidien régional, Le Courrier picard, retient une impressionnante enquête historique tout autant que journalistique et conclut sa critique par : « ni plaidoyer, ni réquisitoire, cet album laisse finalement chacun se faire sa lecture du personnage et d’en tirer ses propres réflexions. »
Pour Le Figaro, ce roman graphique est un « exercice d'équilibriste plutôt réussi. ».